# Тулиголове (Львівський район)
Тулиголо́ве — село в Україні, у Комарнівській міській громаді, Львівського району, Львівської області. Населення становить 600 осіб  . Орган місцевого самоврядування — Комарнівська міська рада.

## Історія
Село вперше згадується 8 жовтня 1445 року.

## Пам'ятки, визначні місця

### Костел святої Дороти
Костел святої Дороти (нині — церква Святої Покрови) збудовано у 1600 році стараннями тодішнього власника села Тулиголови Станіслава Коритка. Костел є мурованою під двосхилим дахом однонавною будівлею. З північного боку біля стіни храму є крипта Бонавентури Войни 1811 року у формі кам'яного саркофагу. У першій чверті XVIII століття святиня мала дві каплиці та п'ять вівтарів. Реставрації святині відбулися у 1717, 1721—1741 та у 2006—2007 роках. Від 1990 року в церкві почергово відправляють служби греко-католицька та православна громади села. Церква внесена до реєстру пам'яток архітектури національного значення під реєстраційним № 422/0.

### Палац Балів
Палац Балів збудований у 1898-1899 роках за проєктом львівського архітектора Владислава Галицького у стилі французького неоренесансу. Скульптурне оздоблення Петра Гарасимовича. Будівля палацу цегляна, двоповерхова, майже квадратна в плані. Автором скульптурного оздоблення, яке вважається найбагатшим з усіх палацових резиденцій Львівщини, був львівський скульптор Петро Герасимович. Маєтності в Тулиголовому на початку XIX століття перебували у власності Оссолінських, від яких село перейшло до родини Балів гербу Ґоздава. Станіслав Баль та його дружина Марія з Бруницьких, наприкінці XIX століття збудували новий великий палац. З приходом совітів палац був націоналізований (тут була машинно-тракторна станція). У 1954—2017 роках тут містився туберкульозний диспансер.

### Родинна каплиця-усипальниця Балів
На території цвинтаря у Тулиголовому, навпроти головних воріт збереглися руїни родинної каплиці Балів. Це будівля у стилі класицизму прямокутної форми з 3-бічною замкненою вівтарною частиною. На фасаді є 2-колонний портик з трикутним фронтоном і гербовим картушем. Каплиця збудована на початку XX століття. В тимпані фронтону можна розгледіти родинний герб Балів. В інтер'єрі збереглися кам'яні епітафії семи членів роду.

## Відомі люди
Народилися
- Зенон Пеленський (1902—1979) — член УВО, член-засновник ОУН, в'язень польських тюрем, діяч УНДО, член-засновник УГВР;
- Юліан Фалат (1853—1929) — польський художник, один із найвидатніших польських акварелістів, представник реалізму та імпресіоністичного пейзажу; у 1895—1909 роках ректор Академії мистецтв у Кракові.

Мешкали
- Ядвіга Марія Кінга Баль (1879—1955) — польська баронеса, власниця палацу та довічна муза художника Яцека Мальчевського.

## Світлини

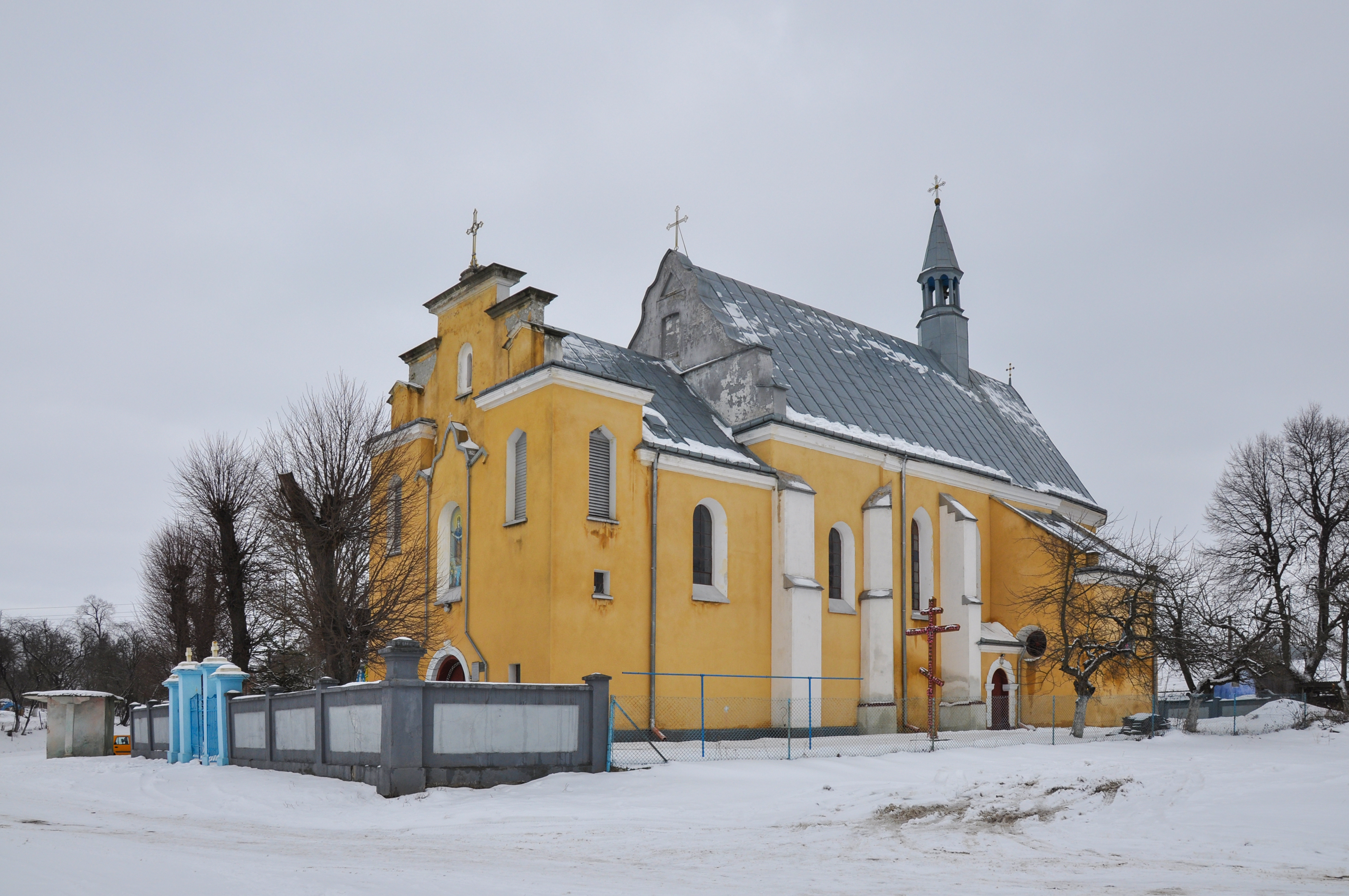
Костел святої Дороти
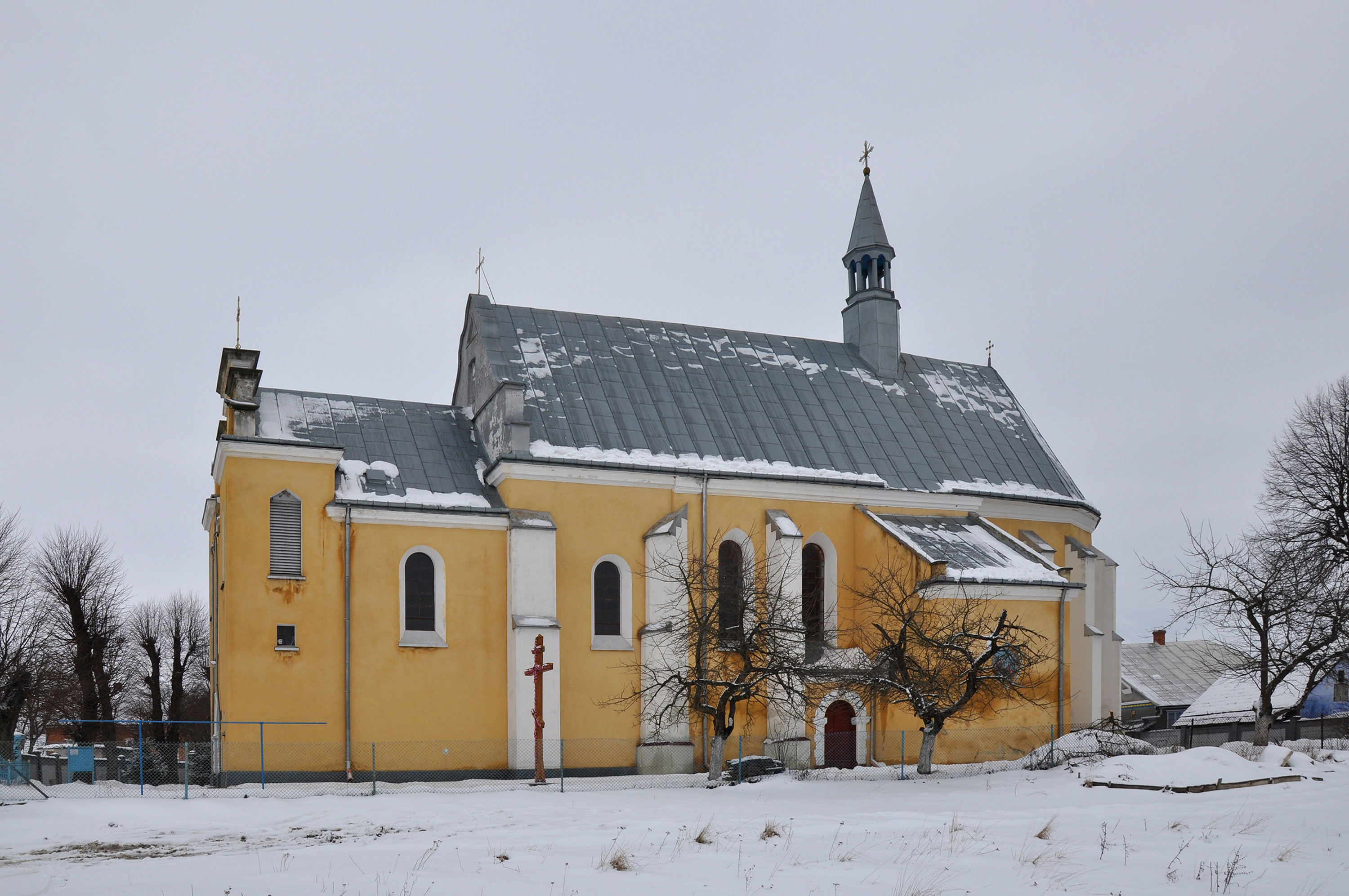
Костел святої Дороти
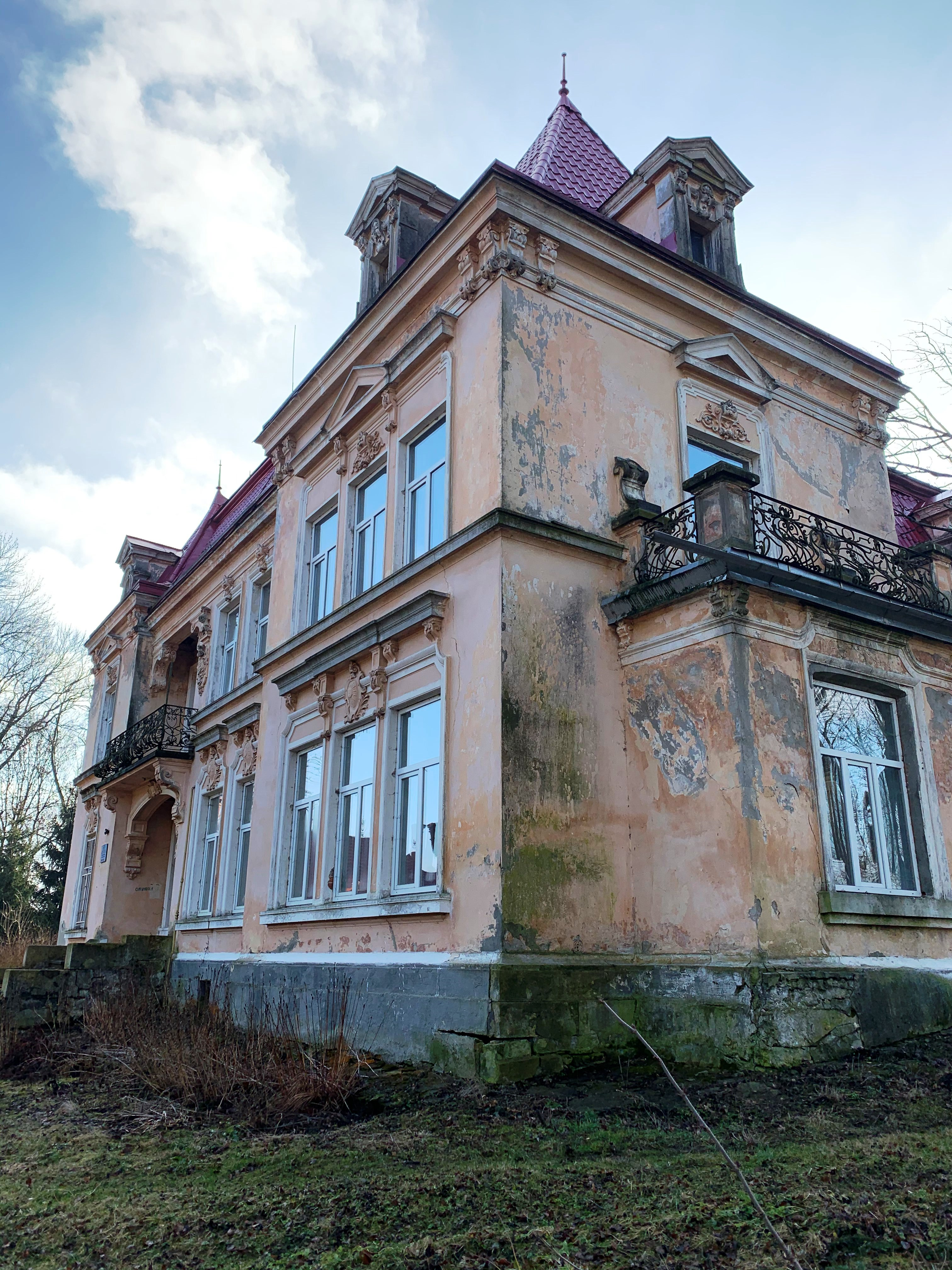
Палац Балів
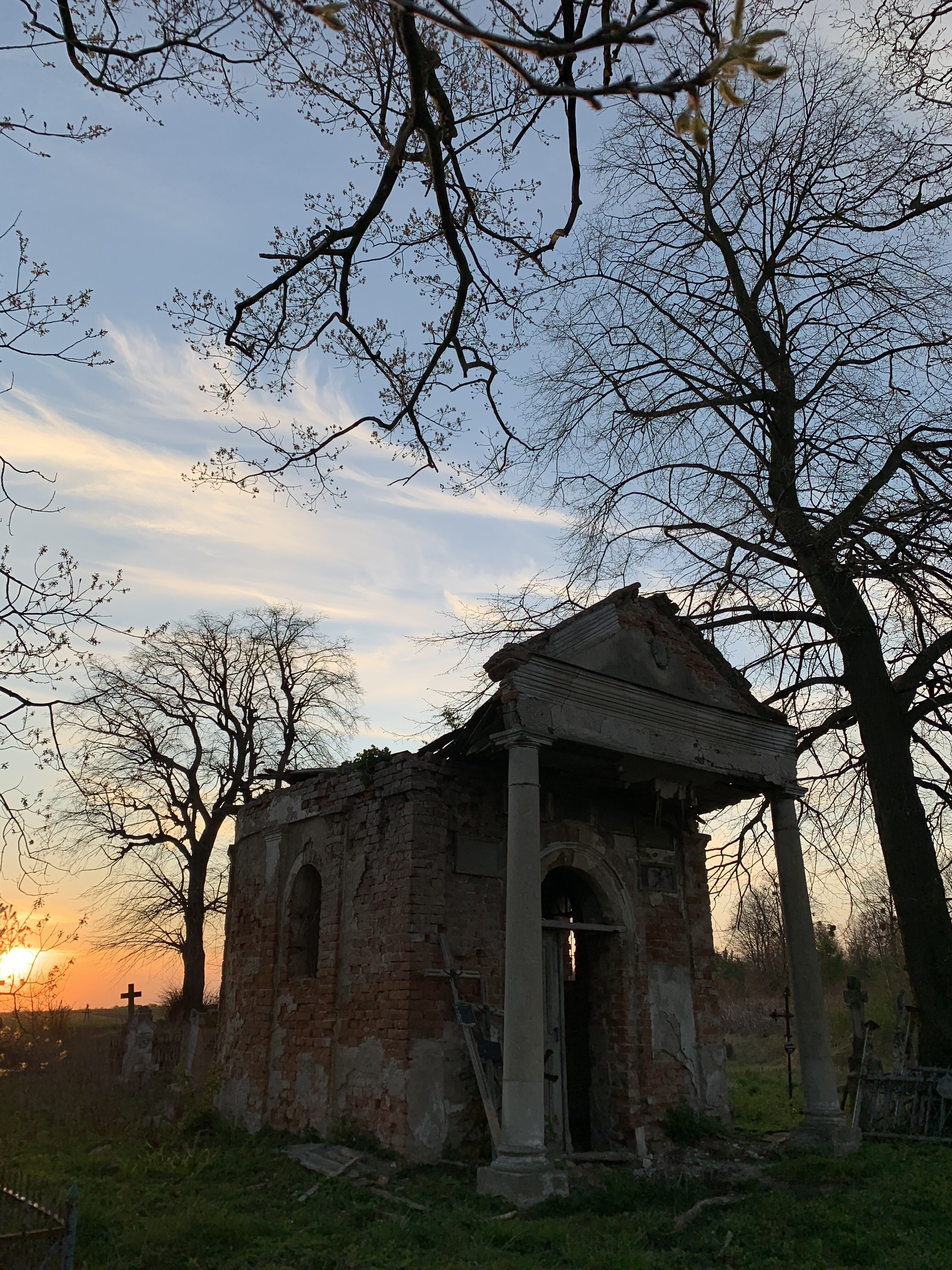
Родинна каплиця Балів